# Софі Хітчон
Софі Хітчон (англ. Sophie Hitchon, нар. 11 липня 1991, Бернлі, Велика Британія) — британська легкоатлетка, що спеціалізується на метанні молота, бронзова призерка Олімпійських ігор 2016 року.

## Кар'єра
| Рік  | Чемпіонат                      | Місце проведення         | Місце  | Результат |
| ---- | ------------------------------ | ------------------------ | ------ | --------- |
| 2007 | Чемпіонат світу серед юнаків   | Острава, Чехія           | 9 (q)  | 50.28 м   |
| 2008 | Чемпіонат світу серед юніорів  | Бидгощ, Польща           | 7      | 58.45 м   |
| 2009 | Чемпіонат Європи серед юніорів | Новий Сад, Сербія        | 3      | 63.18 м   |
| 2010 | Чемпіонат світу серед юніорів  | Монктон, Канада          | 1      | 66.01 м   |
| 2011 | Чемпіонат Європи серед молоді  | Острава, Чехія           | 3      | 69.59 м   |
| 2011 | Чемпіонат світу                | Тегу, Південна Корея     | 13 (q) | 64.93 м   |
| 2012 | Олімпійські ігри               | Лондон, Велика Британія  | 12     | 69.33 м   |
| 2013 | Чемпіонат Європи серед молоді  | Тампере, Фінляндія       | 1      | 70.72 м   |
| 2015 | Чемпіонат світу                | Пекін, Китай             | 4      | 73.86 м   |
| 2016 | Олімпійські ігри               | Ріо-де-Жанейро, Бразилія | 3      | 74.54 м   |